# Danny Kass
Danny Kass (n. 21 septembrie 1982, Pequannock Township⁠(d), New Jersey, SUA) este un sportiv ce a reprezentat Statele Unite ale Americii, medaliat olimpic. A participat la 2 ediții ale Jocurilor Olimpice (2002, 2006) în care a câștigat două medalii de argint.